# 호랑가시나무
호랑가시나무 또는 호랑이발톱나무(영어: holly 또는 Ilex)는 감탕나무과에 속하는 상록 활엽수이다. 한국과 중국 등에 분포하며, 묘아자나무라고도 한다. 중국에서는 늙은 호랑이의 발톱이라는 뜻으로 노호자(老虎刺) 또는 개의 뼈라는 뜻으로 구골이라고 부른다. 해리 포터시리즈의 주인공인 해리 포터 (등장인물)의 마법 지팡이 재료이기도 하다.

## 쓰임새
열매와 잎을 한방에서 약재로 쓴다. 이 나무의 붉은 열매는 성탄절 엽서 그림에 많이 나타난다. 북아메리카 인디언들은 이 나무로 만든 차를 마시면 홍역에 좋으며 잎으로 주스를 만들어 마시면 황달이나 신경통에 효과가 있다고 보았다. 유럽에서는 잎에 소금을 섞어서 관절염과 류머티즘에 썼다. 붉은 열매는 장기(臟器)에 좋다고 믿는다. 호랑나무는 조경에 사용되고, 크리스마스 장식을 위해서 꺾어서 사용한다.

## 문화재

### 천연기념물
- 부안 도청리의 호랑가시나무 군락 - 천연기념물 제122호
- 나주 상방리 호랑가시나무 - 천연기념물 제516호

### 시도 기념물
- 광주 양림동 호랑가시나무 - 광주광역시 기념물 제17호

## 사진

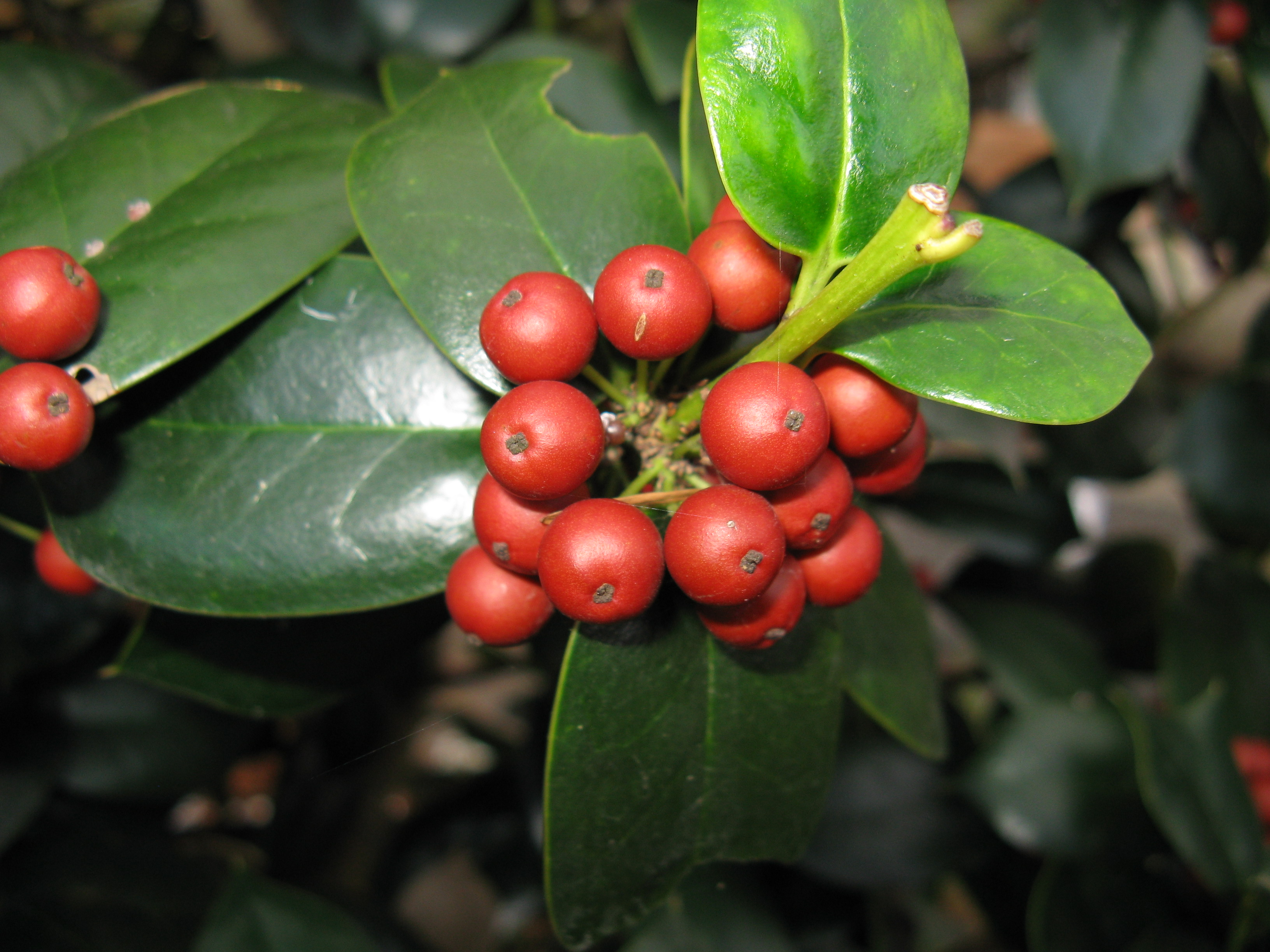
열매
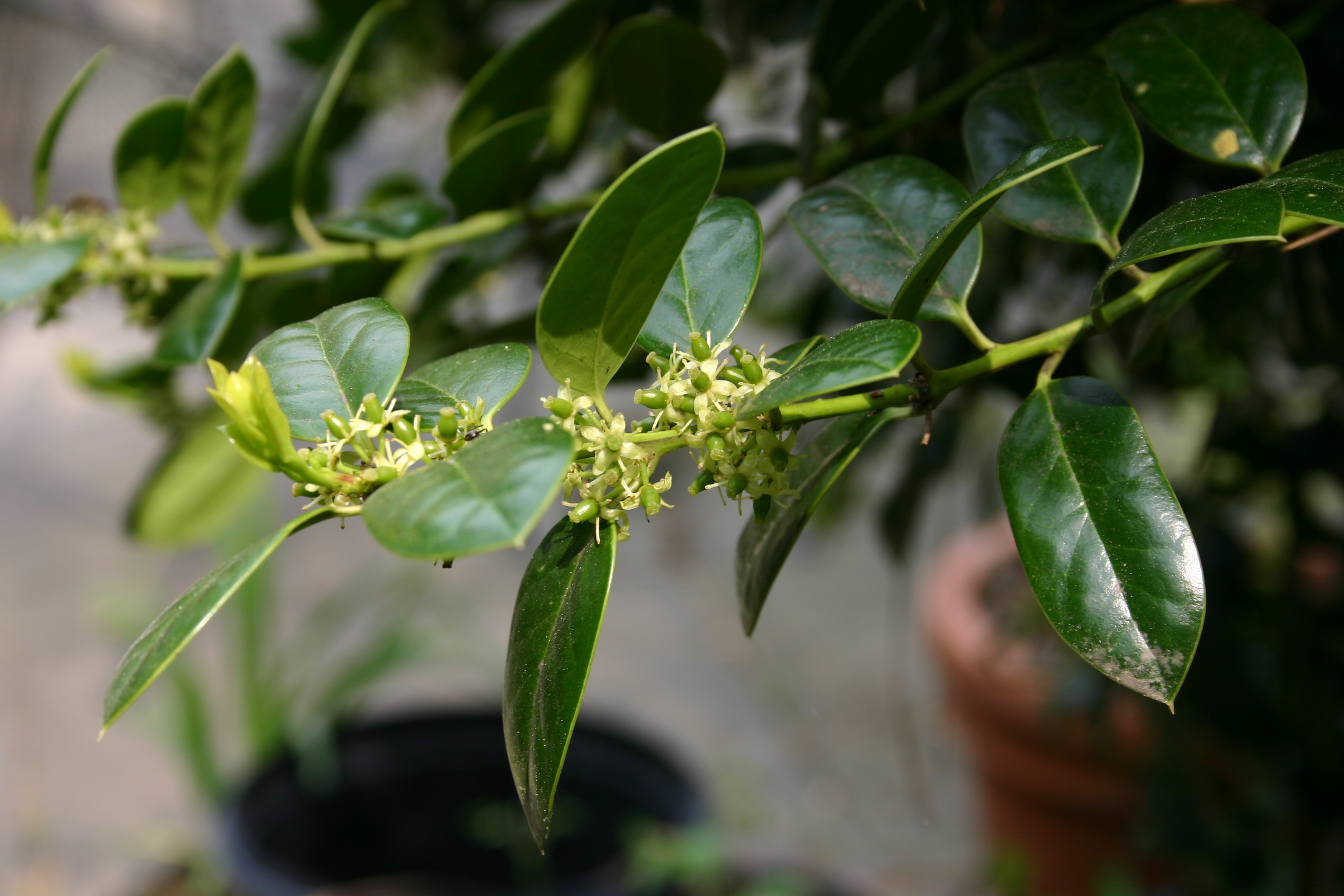
꽃
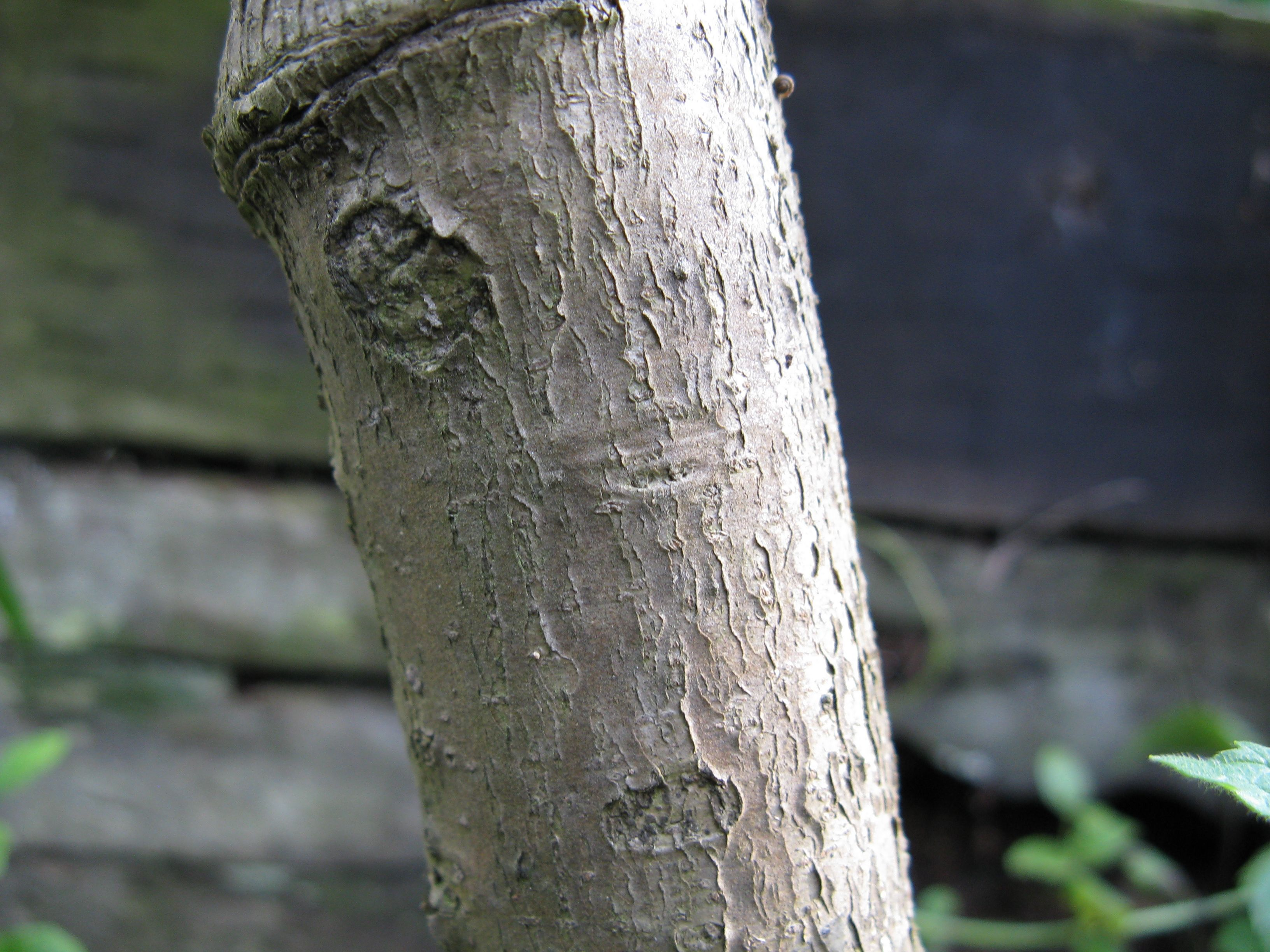
줄기

## 참고 문헌
- 이 문서에는 다음커뮤니케이션(현 카카오)에서 GFDL 또는 CC-SA 라이선스로 배포한 글로벌 세계대백과사전의 내용을 기초로 작성된 글이 포함되어 있습니다.